# 1976-os Vuelta ciclista a España
Az 1976-os Vuelta ciclista a España volt a 31. spanyol körverseny. 1976. április 27-e és május 16-a között rendezték. A verseny össztávja 3340 km volt, és 19 szakaszból állt. Végső győztes a spanyol José Pesarrodona lett.

## Végeredmény
|    | Versenyző             | Csapat         | Idő           |
| -- | --------------------- | -------------- | ------------- |
| 1  | José Pesarrodona      | Kas-Campagnolo | 93 óra 19' 10 |
| 2  | Luis Ocana            | Super Ser Zeus | 1' 03         |
| 3  | José Nazabal Merendia | Kas-Campagnolo | 1' 41         |
| 4  | Dietrich Thurau       | TI-Raleigh     | 1' 44         |
| 5  | Vicente Lopez         | Kas-Campagnolo | 1' 50         |
| 6  | Hennie Kuiper         | TI-Raleigh     | 2' 00         |
| 7  | Joaquim Agostinho     | Teka           | 3' 16         |
| 8  | Joseph Fuchs          | Super Ser Zeus | 3' 45         |
| 9  | Pedro Torres          | Super Ser Zeus | 4' 43         |
| 10 | José Antonio Gonzalez | Kas-Campagnolo | 7' 18         |